# St. Michael (Oberbechingen)

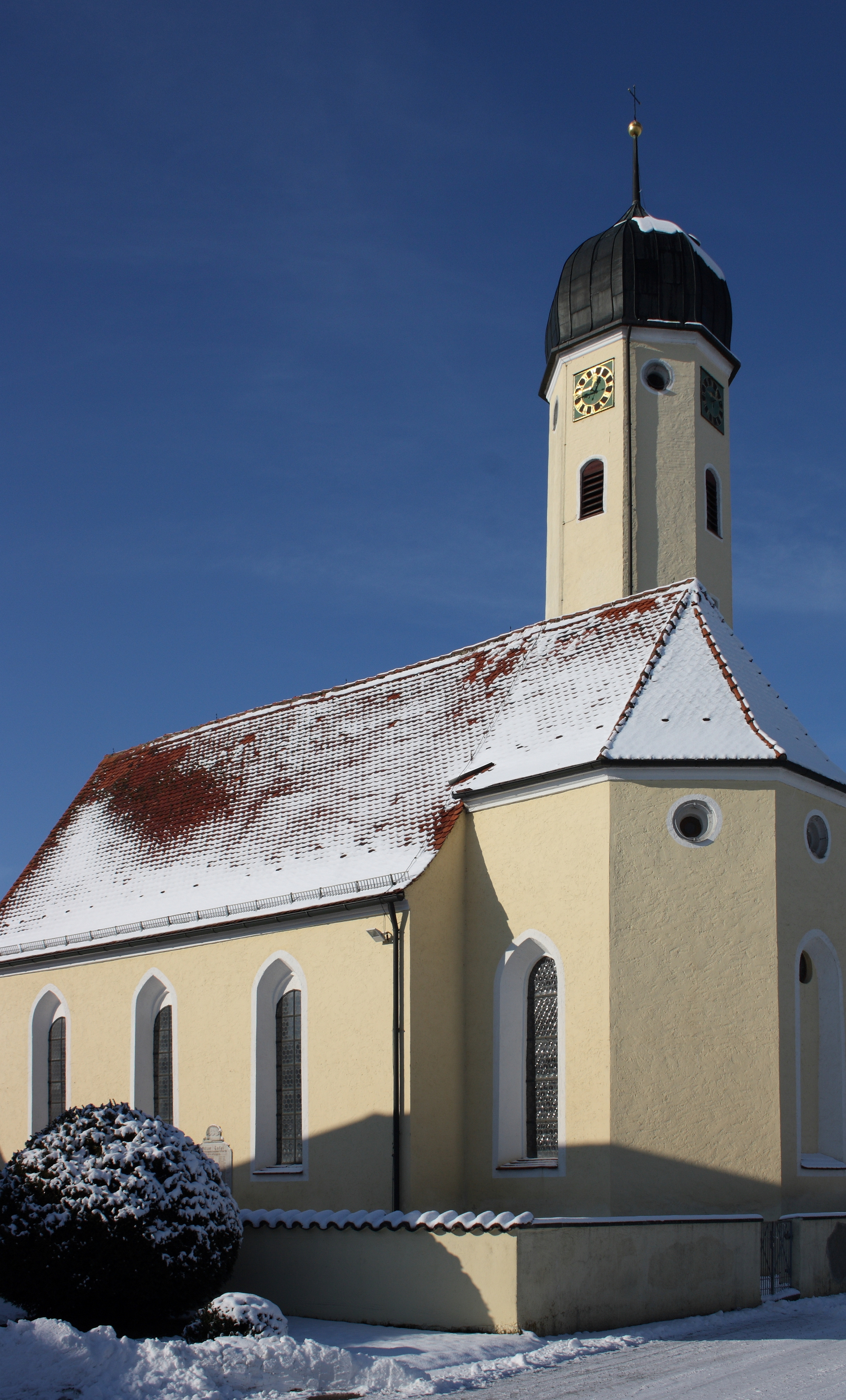
Kirche St. Michael in Oberbechingen

Die katholische Pfarrkirche St. Michael in Oberbechingen, einem Ortsteil der Gemeinde Bachhagel im Landkreis Dillingen an der Donau im bayerischen Regierungsbezirk Schwaben, wurde um 1600 errichtet. Der Turm ist noch von der Vorgängerkirche aus dem 13./14. Jahrhundert erhalten. In der Mitte des 18. Jahrhunderts wurde die Kirche im Stil des Rokoko umgestaltet und mit Fresken von Johann Anwander ausgestattet.

## Geschichte
Das Patrozinium des heiligen Michael deutet auf eine sehr alte Pfarrei hin. In einer Urkunde des Klosters Kaisheim von 1216 wird ein „plebanus de Bechingen“ (Bewohner von Bechingen) erwähnt. Das Kirchenpatronat, das zuvor die staufische Vogtei Hagel innehatte, gelangte 1370 an das Dominikanerinnenkloster Obermedlingen und nach der Auflösung des Klosters während der Reformation an die Ulmer Patrizierfamilie der Roth von Schreckenstein. Letztere ließen 1595/96 von dem Baumeister Gilg Vältin Chor und Langhaus neu errichten. Bis zur Wiedereinsetzung des Klosters Obermedlingen war St. Michael eine Filialkirche von Bachhagel.

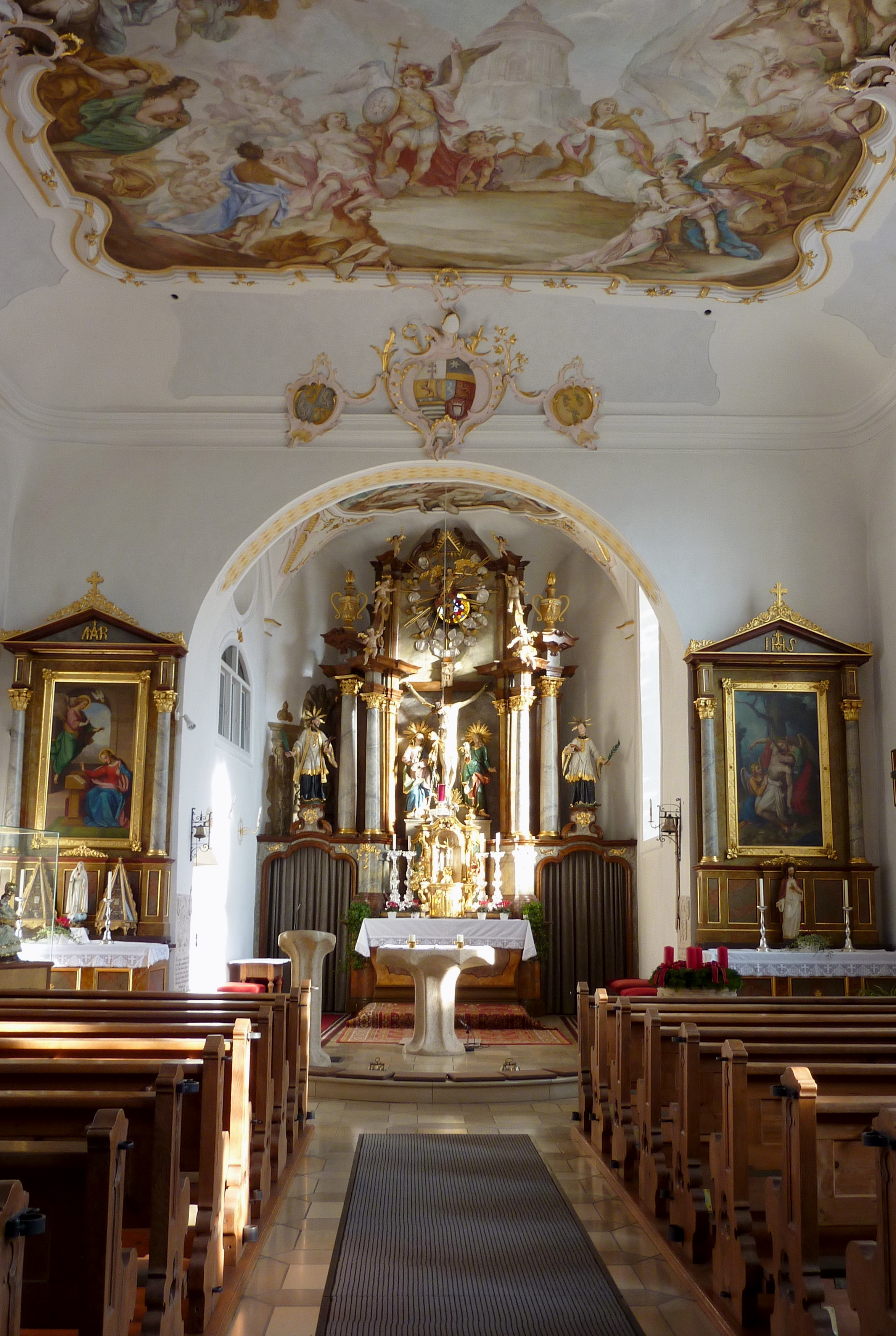
Langhaus mit Blick zum Chor

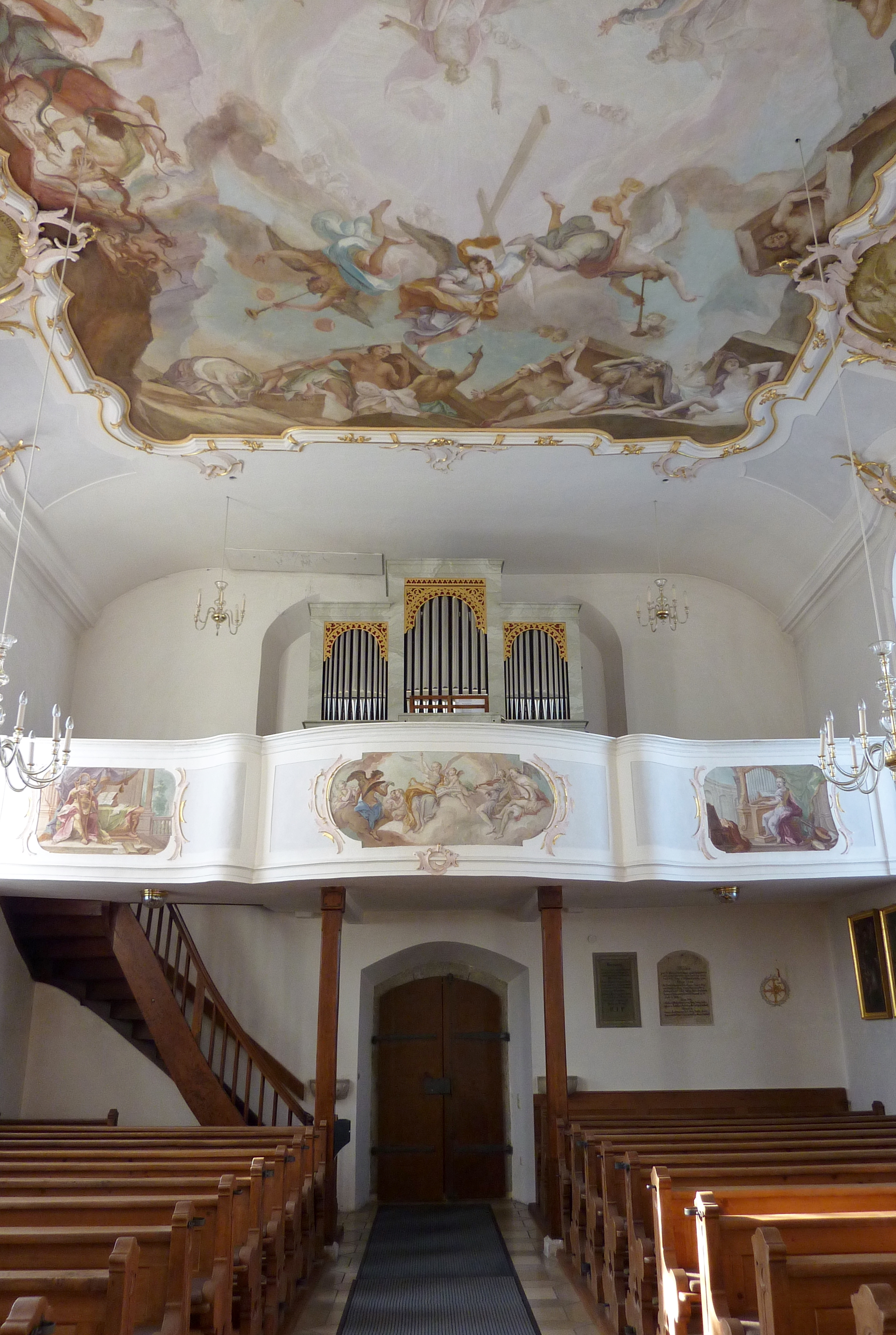
Langhaus und Orgelempore

## Architektur

### Außenbau
An der Nordseite des Langhauses erhebt sich der siebenstöckige, mit einer Zwiebelhaube bekrönte Turm, dessen viergeschossiger Unterbau mit quadratischem Grundriss aus dem 13./14. Jahrhundert stammt. Der dreigeschossige, oktogonale Aufbau wurde vermutlich um 1790 hinzugefügt. Er ist auf der vorletzten Etage auf vier Seiten von segmentbogigen Klangarkaden und auf der obersten Etage auf acht Seiten von kleinen Rundfenstern durchbrochen. Im nördlichen Chorwinkel schließt sich die mit einem Walmdach gedeckte Sakristei an. Das Portal befindet sich an der Westfassade.

### Innenraum
Das Langhaus ist einschiffig, in drei Achsen unterteilt und mit einer Flachdecke über einer Kehle gedeckt. Der eingezogene, dreiseitig geschlossene Chor wird von einer Kuppel mit Stichkappen überwölbt. An seiner Nordwand öffnet sich eine Oratorienloge. Den westlichen Abschluss des Langhauses bildet eine auf zwei Holzpfeilern aufliegende Orgelempore mit geschweifter Brüstung.

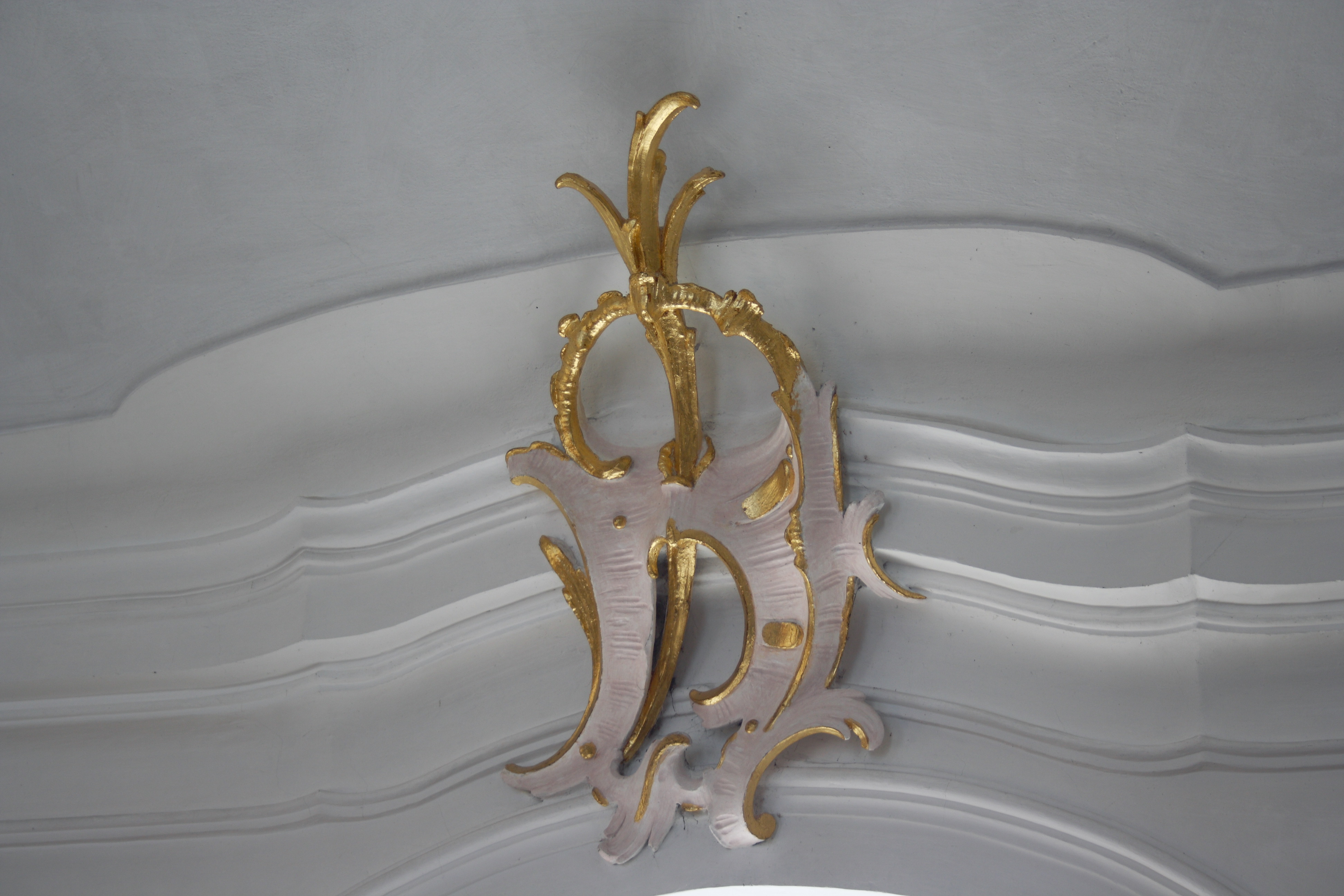
Stuckkartusche

## Stuck
Der Stuckdekor stammt aus der gleichen Zeit wie die Fresken. Vergoldete Rocaillerahmen umgeben die Deckenbilder und Grisaillen. Drei Kartuschen über dem Chorbogen  enthalten die Wappen der Familien Tänzl von Tratzberg, Zindt und des Fürstbischofs von Augsburg, Joseph Ignaz Philipp von Hessen-Darmstadt.

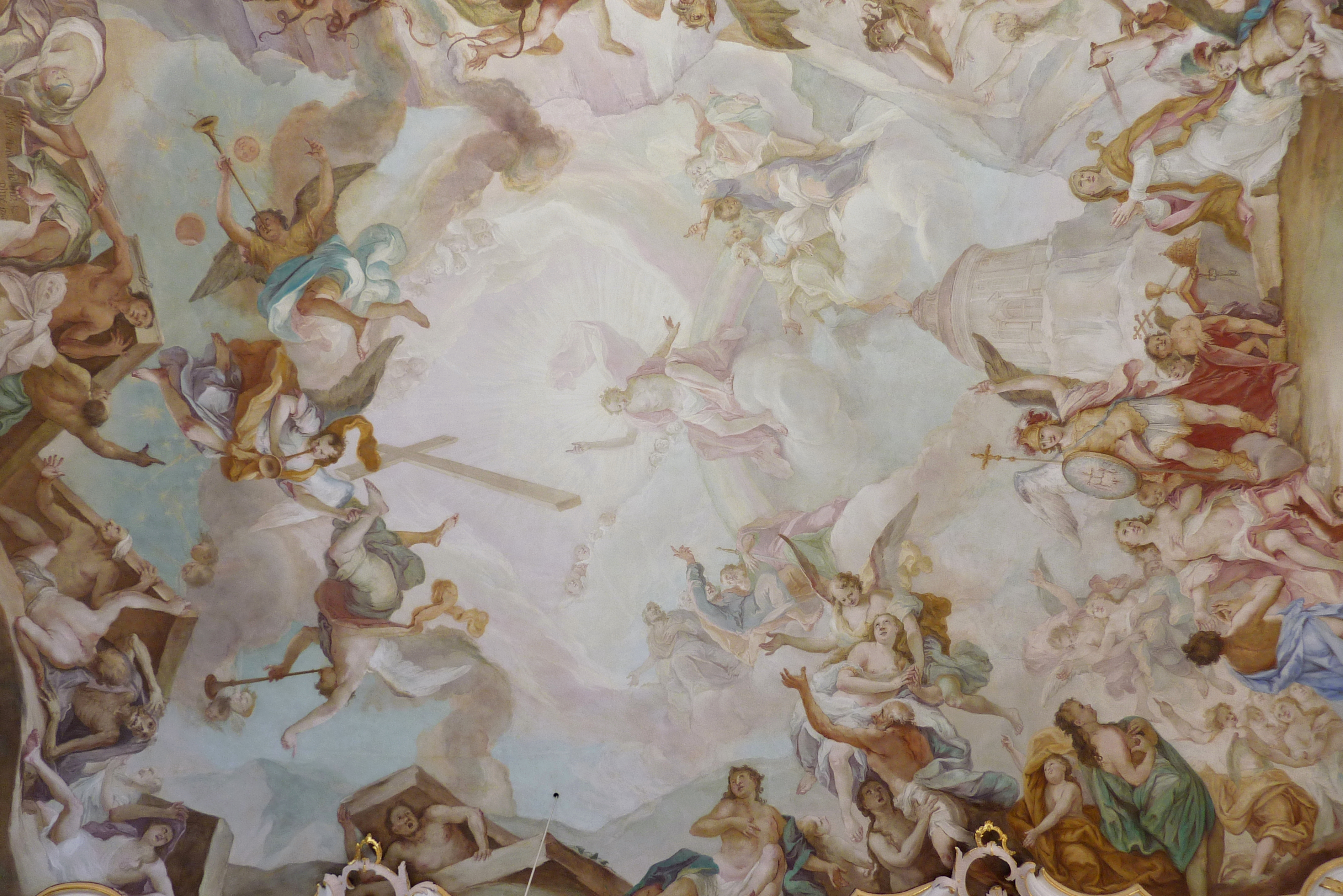
Darstellung des Jüngsten Gerichtes

## Fresken
Die Fresken wurden 1766 von Johann Anwander ausgeführt. Das Deckenbild des Chores stellt den hl. Sebastian dar, der nach der Legende einer Christin im Traum mitteilte, wo sein Leichnam zu finden sei. Der untere Teil des Bildes zeigt den leblosen Körper des Heiligen in der Cloaca Maxima, in die er nach seiner Tötung geworfen wurde. Das Fresko trägt die Signatur: Joh. Anwander.
Die gesamte Decke des Langhauses nimmt das Fresko mit der Darstellung des Jüngsten Gerichtes ein. In der Mitte thront Jesus auf einem Regenbogen, zu seinen Füßen führt der hl. Michael die Seligen an. Unter einem mächtigen Kuppelbau sind ein Kelch mit Hostie, ein Buch, die Tiara, das Papstkreuz und ein Schlüssel dargestellt, die Symbole des Papsttums und der katholischen Kirche. Die Szenen in den seitlichen Grisaillen beziehen sich auf das Wirken des hl. Michael und sind mit Inschriften versehen (dises Ort beschüzet, die Engel Er stürzet, den Adam verfolget, die Kranken besorget).

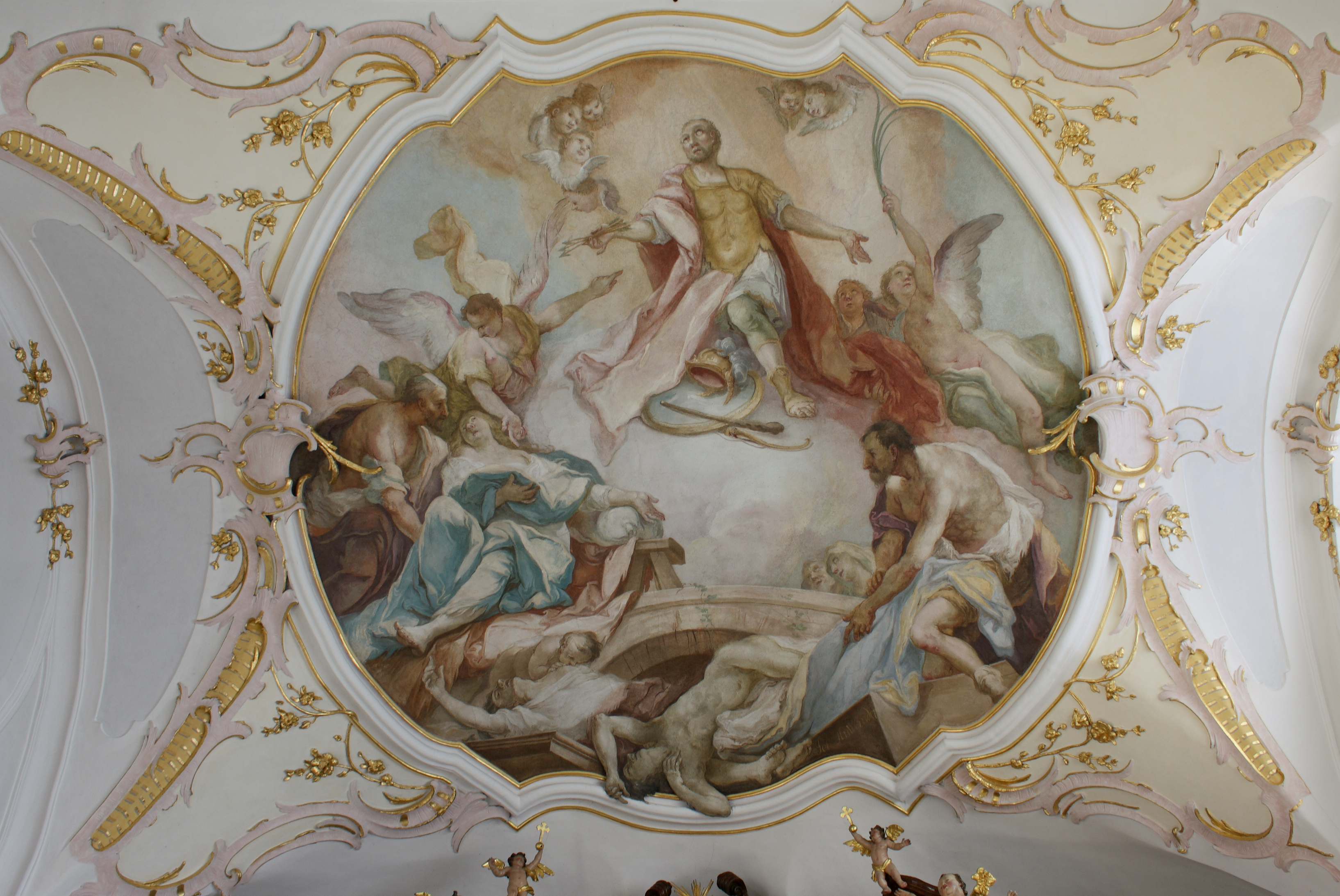
Chorfresko
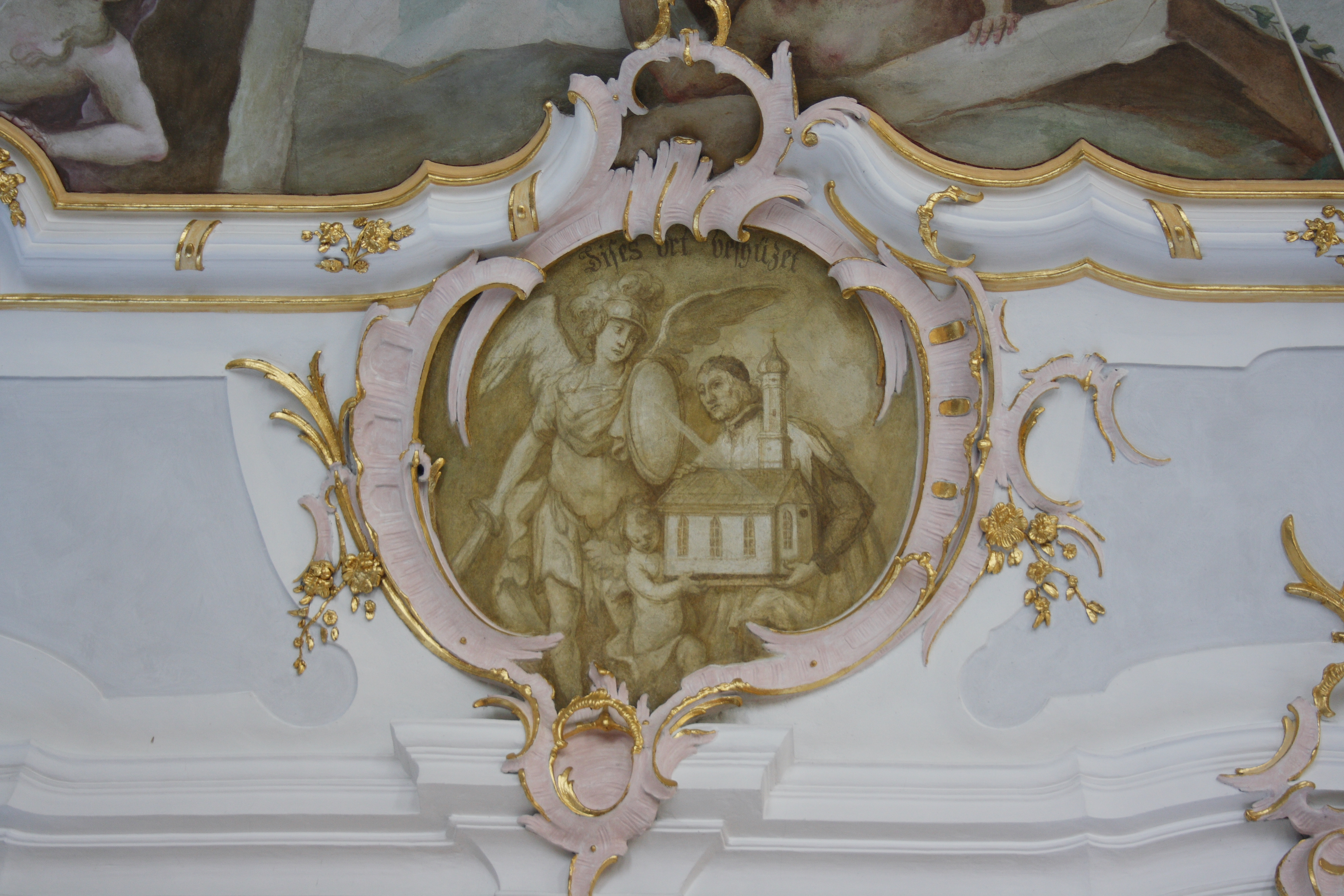
dises Ort beschüzet
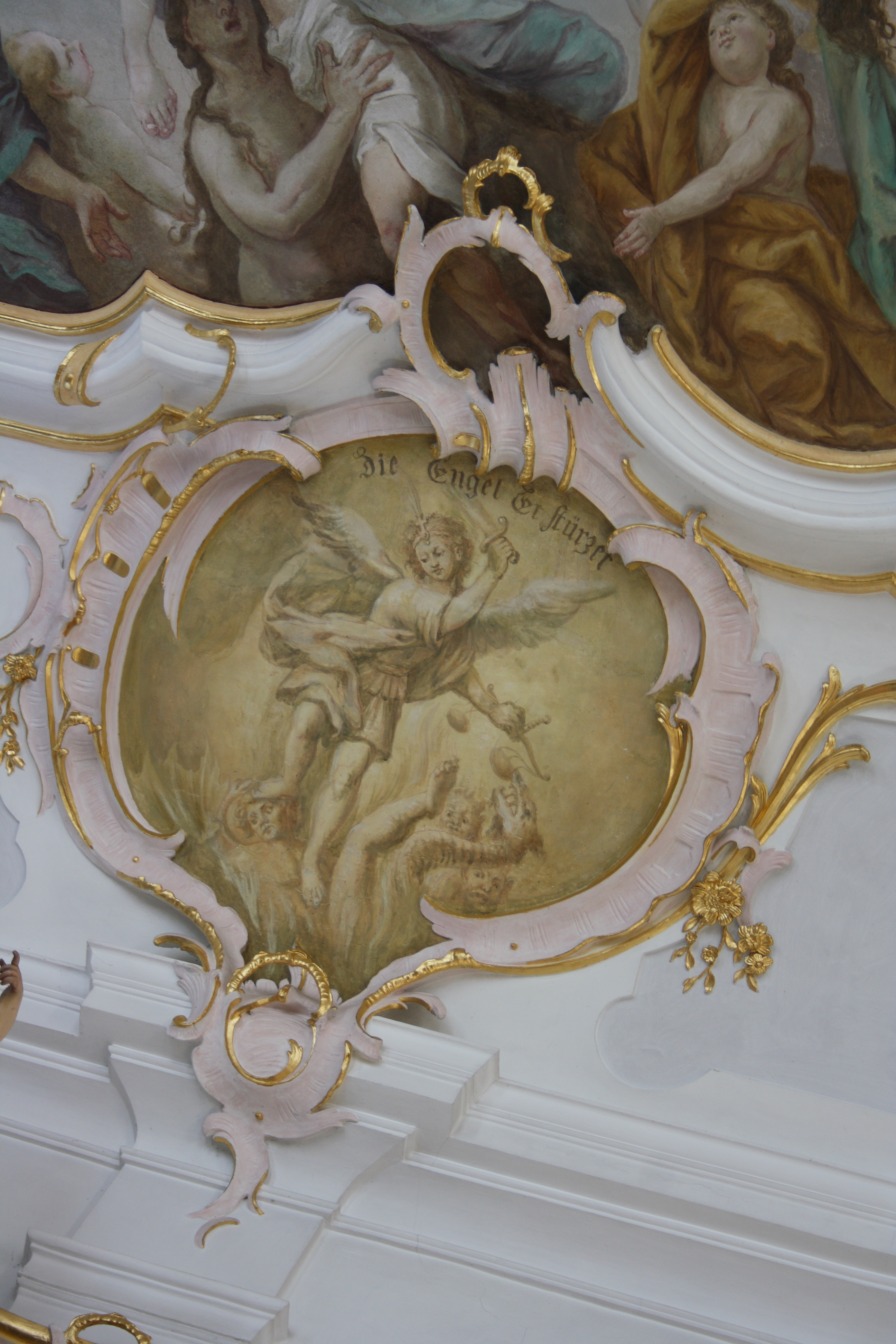
die Engel Er stürzet
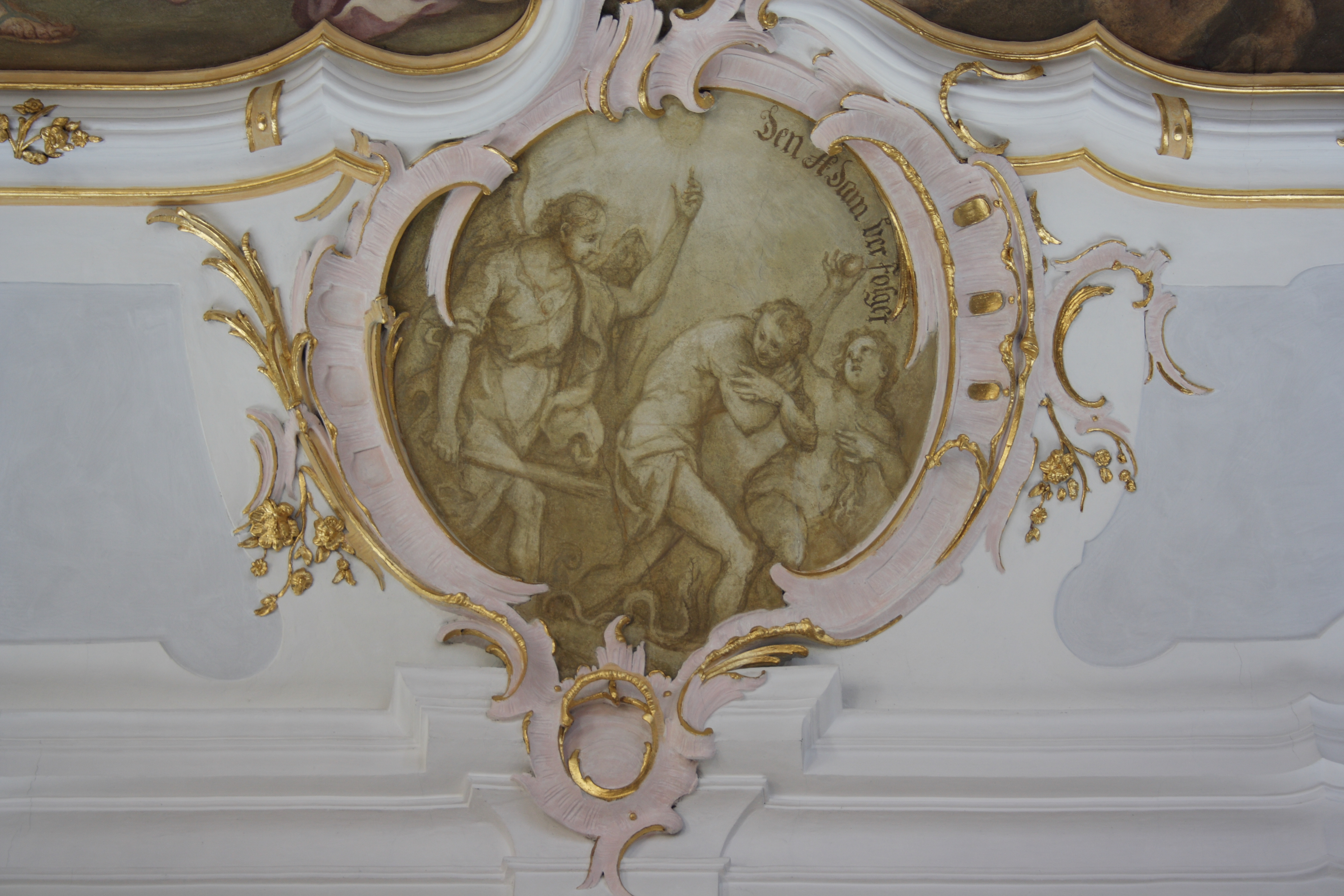
den Adam verfolget
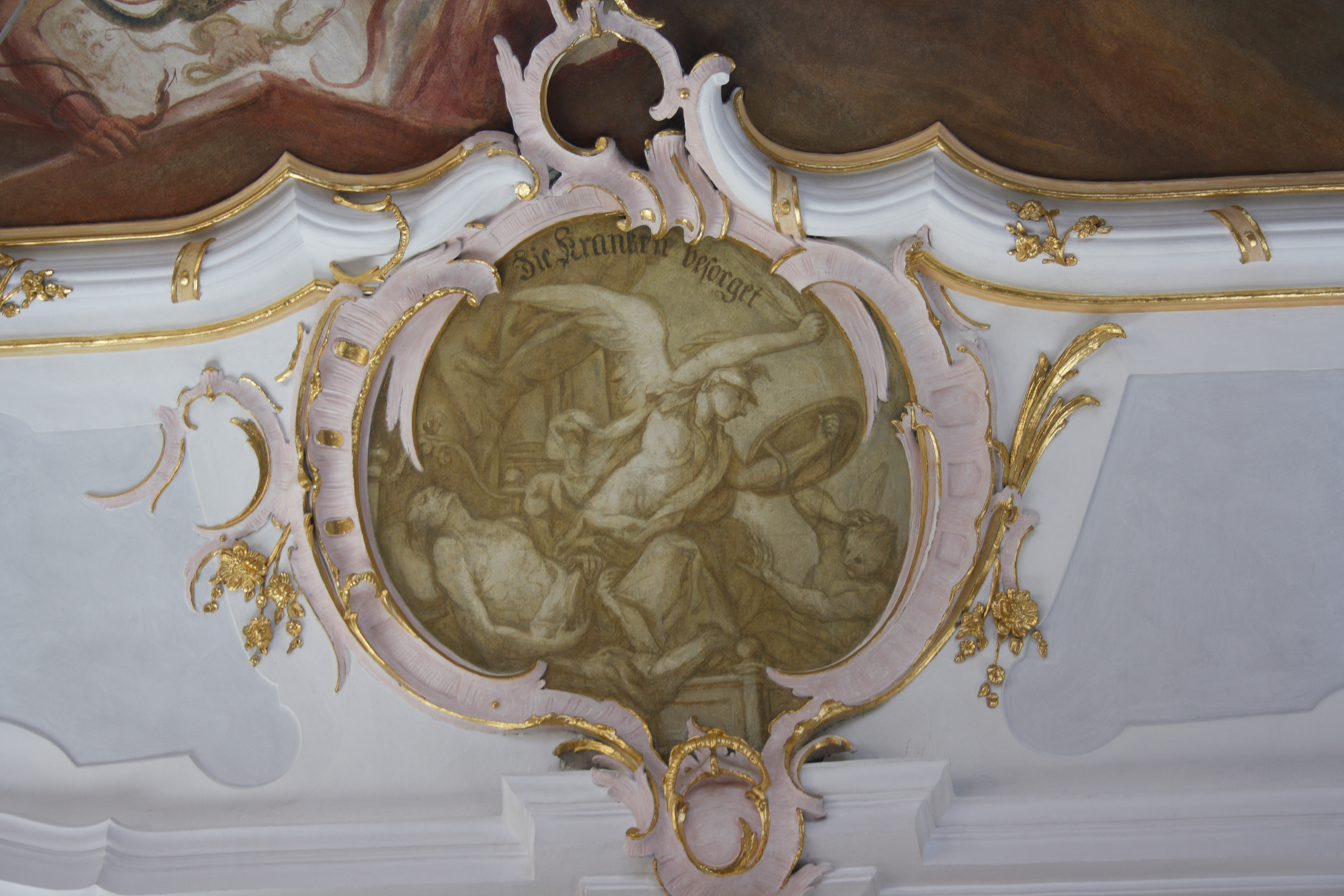
die Kranken besorget

Die in Stuckrahmen gefassten Fresken der Emporenbrüstung stellen in der Mitte musizierende Engel dar. Das linke Bild zeigt König David, der auf der Harfe spielt, das rechte Bild die hl. Cäcilia an der Orgel.

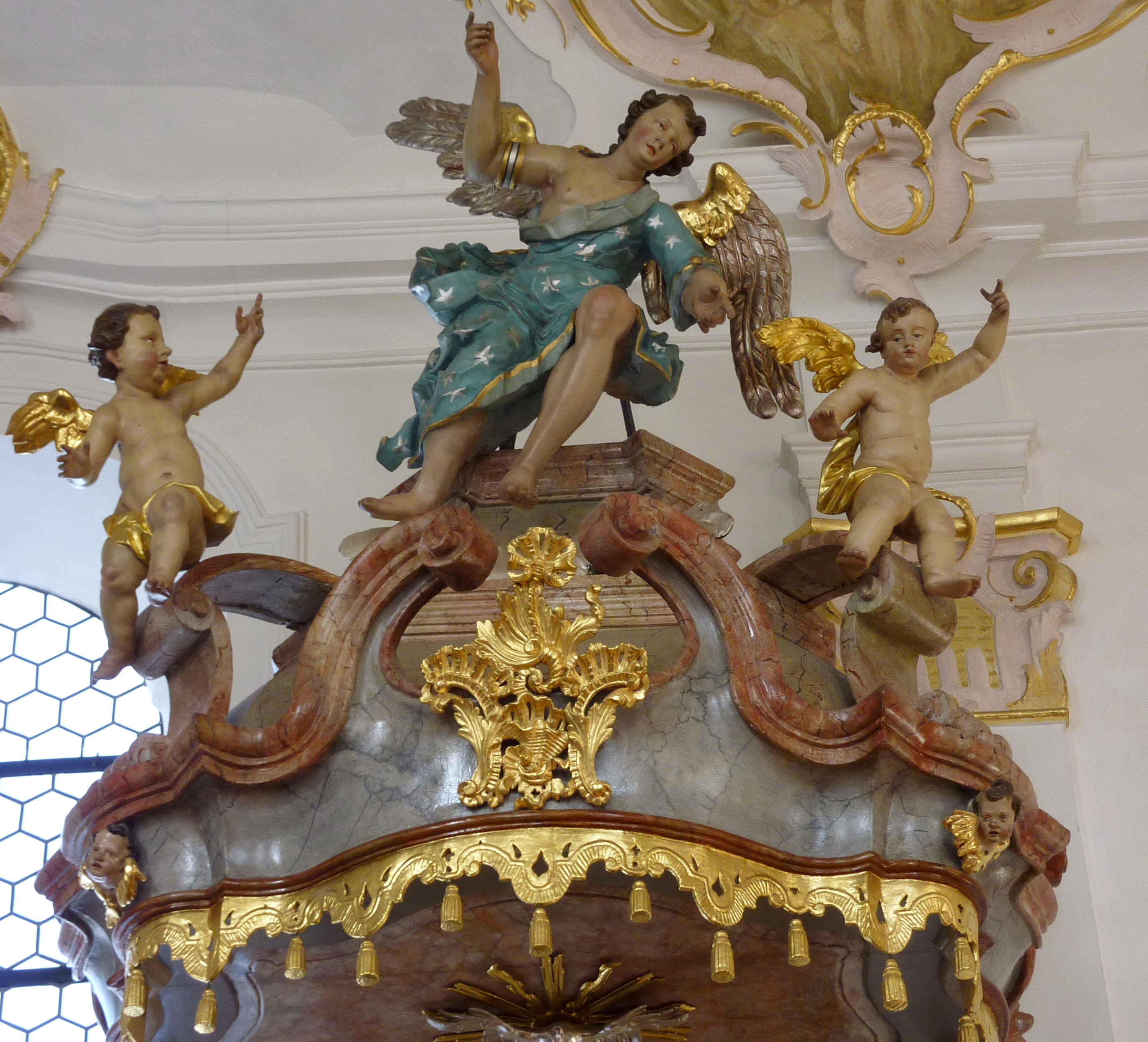
Schalldeckel der Kanzel

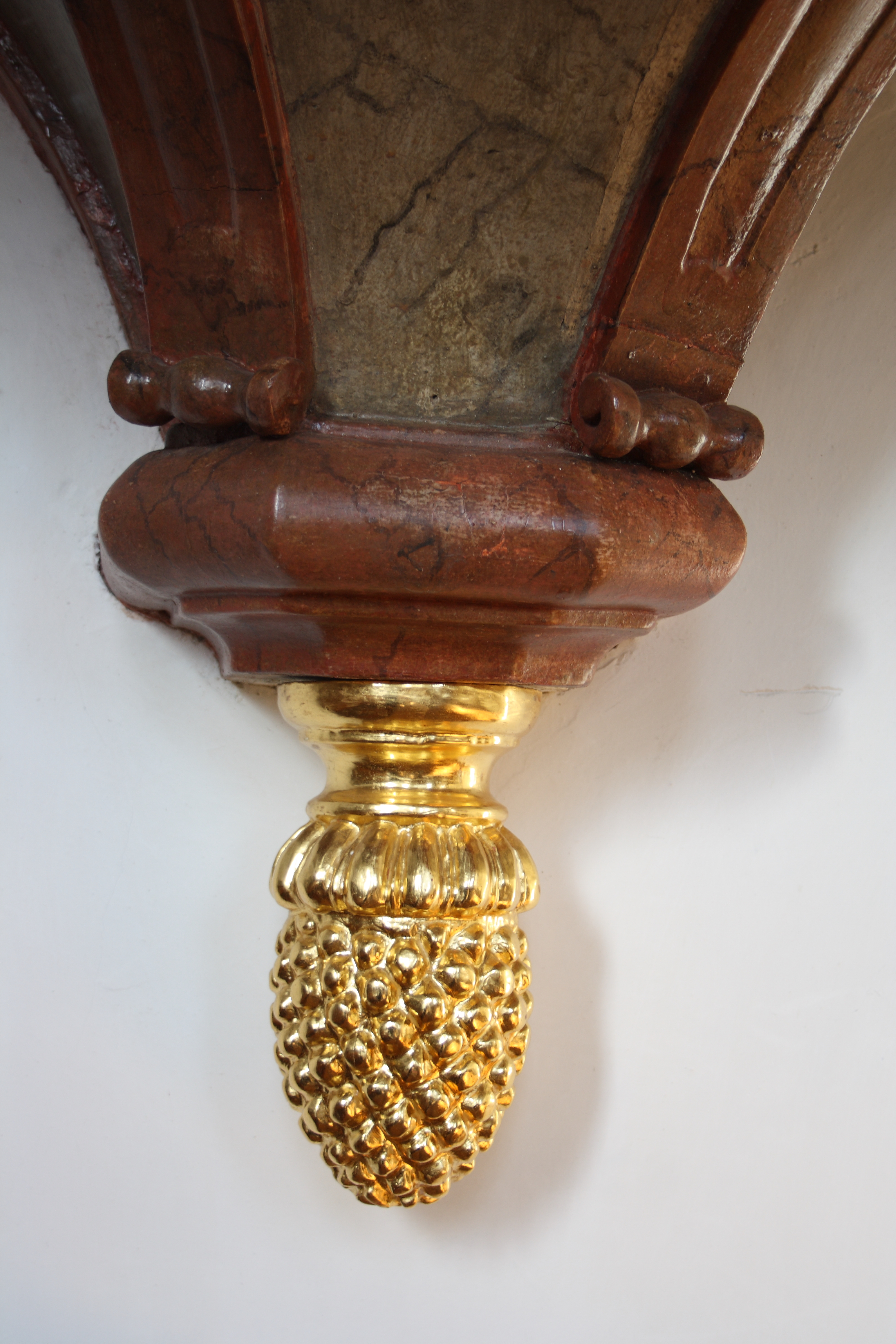
Kanzelfuß mit Zirbelnuss

## Ausstattung
- Die Ölgemälde der Kreuzwegstationen wurden 1754 von F. A. Wassermann ausgeführt. Die 14. Station trägt die Signatur des Künstlers.
- Der Hochaltar wurde 1759/60 von dem Schreinermeister Joseph Mayerhofer aus Ballmertshofen geschaffen, die Figuren stammen von Franz Karl Schwertle. Die Mitte des Altares bildet eine holzgeschnitzte Kreuzigungsgruppe, in der ein älteres Kruzifix (um 1600) wiederverwendet wurde. Die beiden Holzfiguren seitlich des Altars stellen den heiligen Johannes Nepomuk und den heiligen Franz Xaver dar.
- Die Kanzel (um 1760) wird der Werkstatt von Franz Karl Schwertle zugeschrieben. Sie ist mit Muscheldekor und Puttenköpfen verziert. Der Schalldeckel wird von zwei Putten und einem Engel bekrönt, der Kanzelfuß ist in Form einer Zirbelnuss gestaltet.

- Das Ölgemälde auf Leinwand mit der Darstellung Drei arme Heilige: Herenneus, Archus und Quartanus, auch die drei elenden Heiligen genannt, stammt aus der Zeit um 1790 und war im 18. und 19. Jahrhundert Ziel einer Wallfahrt.